# Быков, Фёдор Петрович
Фёдор Петрович Быков (1901, Ливенский уезд, Орловская губерния — июнь 1980, Москва) — советский партийный и государственный деятель.

## Биография
Родился в 1901 году в селе Шатилово Орловской губернии Российской империи (ныне в составе Орловской области). С марта по ноябрь 1920 года служил в РККА. С марта по октябрь 1921 года был в частях особого назначения. В 1923 году вступил в РКП(б). С октября 1923 по октябрь 1925 работал секретарём ячейки РКП(б) фаянсовой фабрики в Брянской губернии в деревне Песочня.
В октябре 1925 — августе 1926 годов был ответственным секретарём Жуковского волостного комитета РКП(б) — ВКП(б). Затем до мая 1927 года — секретарь ячейки ВКП(б) хрустального завода. После этого перешёл на работу ответственного секретаря Песоченского волостного комитета ВКП(б).
В сентябре 1928 года был направлен на учёбу в Коммунистический университет имени Я. М. Свердлова. После окончания университета в декабре 1931 года стал заведующим промышленным сектором Краснопресненского районного комитета ВКП(б) в Москве. В декабре 1932 года начал работать секретарём ячейки ВКП(б) машиностроительного завода «Красная Пресня». В октябре 1933 года стал председателем Краснопресненского районного Совета профсоюзов. С апреля 1934 года — секретарь комитета ВКП(б) завода № 32, с апреля 1936 — первый секретарь Ленинградского районного комитета ВКП(б) в Москве.
В 1937 году был направлен на Северный Кавказ. В июле 1937 года начал работу в качестве исполняющего обязанности второго секретаря Северо-Осетинского областного комитета ВКП(б). В октябре 1937 года был переведён в Чечено-Ингушскую АССР, где стал исполняющим обязанности первого секретаря Чечено-Ингушского областного комитета ВКП(б) (после Василия Егорова). В 1938 году стал первым секретарём Чечено-Ингушского обкома. Одновременно исполнял обязанности первого секретаря Грозненского городского комитета ВКП(б).
В мае 1940 года был назначен заместителем начальника политического управления Народного комиссариата морского флота СССР. В июле-сентябре 1942 года был слушателем курсов усовершенствования политического состава Народного комиссариата ВМФ СССР. С сентября 1942 года работал в Главном политуправлении Наркомата ВМФ. С марта 1943 года исполнял обязанности заместителя секретаря партийной комиссии Главного политуправления Наркомата ВМФ.
С апреля 1946 года — заместитель секретаря партийной комиссии при Главном управлении ВМС Министерства вооружённых сил СССР. В сентябре 1948 года назначен заместителем начальника политотдела Главного Штаба и Управления военно-морских сил Министерства вооружённых сил СССР. В апреле-июле 1950 года — заместитель начальника Политотдела морского Генерального штаба военно-морского министерства СССР.
С июля 1950 года работал начальником III-го отдела Главного политуправления ВМС Военно-морского министерства СССР. В октябре 1951 года был назначен заместителем начальника тыла ВМС военно-морского министерства по политической части. В ноябре 1953 года ему было присвоено звание полковник и он был направлен на работу заместителя начальника института № 17 по политической части (Ленинград). С декабря 1954 года — заместитель начальника Административно-хозяйственного отдела Управления Главного командования ВМС Министерства обороны СССР по политической части. В июле 1956 года стал заместителем начальника 216-го торпедного арсенала по политической части (Северный флот).
В сентябре 1957 года вышел на пенсию. В ноябре 1960 года стал инструктором, а затем старшим инструктором Московской городской дирекции «Союзпечать». В феврале 1969 года стал заместителем начальника Пролетарского межрайонного агентства. В мае 1969 года вышел на пенсию. Скончался в Москве в июне 1980 года.

## Награды
- Орден Красной Звезды (22.7.1944)[1]